# Барабан (журнал)
«Бараба́н» — один из первых пионерских журналов в СССР. Орган Московского и Красно-Пресненского бюро юных пионеров.
Печатался в бывшей типографии Машистова на Красной Пресне. Выходил два раза в месяц с апреля 1923 по 1926 годы, в 1926 году слился с журналом «Пионер». Первым редактором журнала был М. П. Стремяков.
Сначала журнал «Барабан» задумывался как орган печати для пионеров Пресни, но уже с третьего номера стал общемосковским. Успех журнала был настолько грандиозным, что ЦК ВЛКСМ поручило М. П. Стремякову создание газеты всесоюзного масштаба — «Пионерской правды».
Своей целью журнал «Барабан» ставил «будить и звать к творческой работе» ребят и юных пионеров. В первом же номере редакция писала:

Ребята! Будем все сразу бить в барабан, и этот грохот заставит нас всех ровно идти к конечной цели юных пионеров — освобождению угнетённых, свержению капитала и созданию Нового Трудового Коммунистического общества.
На страницах журнала освещалась история создания и повседневная жизнь пионерских организаций городов, деревень и предприятий СССР.